# Tanytarsus gianii
Tanytarsus gianii är en tvåvingeart som beskrevs av Moubayed 1989. Tanytarsus gianii ingår i släktet Tanytarsus och familjen fjädermyggor.
Artens utbredningsområde är Thailand. Inga underarter finns listade i Catalogue of Life.